# MYRRHA

Schematische Skizze des Reaktors

MYRRHA (Multi-purpose hYbrid Research Reactor for High-tech Applications) ist ein Pilotprojekt eines beschleunigergetriebenen Systems. Dabei wird ein unterkritischer Kernreaktor mit einem Teilchenbeschleuniger als zusätzlicher Neutronenquelle betrieben. MYRRHA wird ein schneller Reaktor, der entweder kritisch oder subkritisch betrieben werden kann. Ein solches System kann unter anderem verwendet werden, um Bestandteile von radioaktivem Abfall zu transmutieren und damit die radioaktive Belastung sowie die nötige Lagerdauer zu verringern.
Hauptziel ist die Demonstration, dass ein beschleunigergetriebenes System in der Praxis funktionsfähig ist. Herausfordernd ist insbesondere die Zuverlässigkeit des Teilchenbeschleunigers, dieser darf pro Jahr nicht mehr als 40 mal für mehr als drei Sekunden ausfallen. Auch die Kühlung des Reaktors mit flüssigem Blei und Bismut soll getestet werden. Zusätzlich kann der Reaktor zur Materialforschung benutzt werden.
Das Projekt wird von SCK•CEN geleitet, einem belgischen Zentrum für Kernenergieforschung. Es basiert auf dem Vorgängerprojekt GUINEVERE. Der Beschleuniger soll ab 2026 getestet werden, ab 2036 soll der volle Reaktorbetrieb aufgenommen werden. Als Gesamtkosten des Projekts werden (Stand 2018) 1,6 Milliarden Euro erwartet.

## Aufbau
Die Anlage wird einen Teilchenbeschleuniger besitzen, der Protonen beschleunigt und auf ein Spallationsziel leitet, in dem Neutronen freigesetzt werden. Diese treffen auf den Reaktor und induzieren Kernspaltungen. Die dabei freigesetzten Neutronen induzieren weitere Kernspaltungen – aber nicht genug, um die Reaktion ohne den Teilchenbeschleuniger in Gang zu halten. Die Kritikalität soll k=0,95 betragen, jedes Neutron wird daher im Schnitt zu 20 Kernspaltungen führen.

### Beschleuniger
Geplant ist ein Linearbeschleuniger, der Protonen auf eine Energie von 600 MeV beschleunigt, als Strahlstrom sind 4 mA geplant. Eine Unterbrechung für mehr als ein paar Sekunden sorgt für einen Ausfall der Reaktorleistung und einen großen Temperaturabfall, dies reduziert die Lebensdauer des Reaktors. Eine Unterbrechung von mehr als drei Sekunden soll daher höchstens 10 mal innerhalb von 3 Monaten geschehen. Um Wartungsarbeiten an der Protonenquelle zu ermöglichen, erhält MYRRHA zwei identische Quellen, zwischen denen gewechselt werden kann.
Die extreme Zuverlässigkeit und der hohe Strahlstrom sind auch für andere Anwendungen interessant. So soll ein Teil des Strahls für ISOL@MYRRHA genutzt werden, ein Projekt zur Erzeugung seltener radioaktiver Ionen.

### Neutronenquelle
Die beschleunigten Protonen werden direkt in das Kühlmittel des Reaktors geleitet, ein flüssiges Gemisch aus Blei und Bismut. Im Durchschnitt werden pro Proton 15 Neutronen freigesetzt.

### Reaktor
Der Reaktor wird mit auf 30 % angereicherten MOX-Brennelementen betrieben. Als schneller Reaktor benötigt MYRRHA keinen Moderator. Da das Gemisch einen hohen Siedepunkt hat, kann der Reaktor bei Atmosphärendruck betrieben werden. Die thermische Leistung des Reaktors soll bis zu 100 MW betragen.